# Stefan Pieńkowski (neurolog)
Stefan Kazimierz Pieńkowski (ur. 27 sierpnia 1885 w Warszawie, zm. 1940 w Katyniu) – polski lekarz neurolog i psychiatra, profesor neurologii i psychiatrii Uniwersytetu Jagiellońskiego. Major rezerwy Wojska Polskiego, ofiara zbrodni katyńskiej.

## Życiorys
Syn Walentego i Józefy z domu Trapszo. Ukończył Szkołę Realną w Warszawie w 1903 roku i w Złotopolu w guberni chersońskiej uzyskał świadectwo dojrzałości. Studia medyczne odbył na Uniwersytecie Warszawskim, Uniwersytecie Kijowskim i Uniwersytecie Jagiellońskim. Dyplom doktora wszech nauk lekarskich otrzymał w Krakowie w 1911 roku, w tym samym roku otrzymał dyplom lekarza w Kijowie. Od 1912 roku pracował jako asystent w Klinice Neurologiczno-Psychiatrycznej UJ. Podczas I wojny światowej służył jako lekarz wojskowy. Od 1918 jako asystent w klinice Piltza w Krakowie, a od 1924 do 1928 w Szpitalu Ujazdowskim w Warszawie. W roku 1924/25 uzupełniał studia w Paryżu u Guillaina, Babińskiego, Claude'a, Sicarda, Foix, Lapicque'a i Bourguignona. Jako docent neurologii w 1926 uzyskał habilitację na Wydziale Lekarskim UW. Od 1928 wykładał neurologię i psychiatrię na Uniwersytecie Warszawskim. Po śmierci Piltza w 1932 powołany na katedrę neurologii i psychiatrii Uniwersytetu Jagiellońskiego. Dyrektor Kliniki Neurologiczno-Psychiatrycznej UJ. Jako neurolog zajmował się przede wszystkim zaburzeniami ruchowymi. Pozostawił też prace z dziedziny psychologii i medycyny społecznej. Publikował w czasopismach medycznych, należał do komitetu redakcyjnego „Neurologii Polskiej”.
W dziedzinie wojskowej w 1923 został ordynatorem szpitala Szkoły Podchorążych Sanitarnych, od 1928 kierownik tamtejszego oddziału neurologicznego Centrum Wyszkolenia Sanitarnego w Warszawie.
W sierpniu 1939 zmobilizowany do Wojska Polskiego i przydzielony do 5 Wojskowego Szpitala Okręgowego w Krakowie. Po wybuchu II wojny światowej i agresji ZSRR na Polskę z 17 września 1939 w nieznanych okolicznościach został aresztowany przez sowietów. Był przetrzymywany w obozie putywlskim a następnie w Kozielsku. Na terenie obozu od listopada 1939 był konsultantem w szpitalu. Wiosną 1940 przetransportowano go do Katynia, gdzie został rozstrzelany przez funkcjonariuszy Obwodowego Zarządu NKWD w Smoleńsku oraz pracowników NKWD przybyłych z Moskwy na mocy decyzji Biura Politycznego KC WKP(b) z 5 marca 1940 i tam pogrzebany. 28 lipca 2000 nastąpiło oficjalne otwarcie w tym miejscu Polskiego Cmentarza Wojennego w Katyniu. W 1943 jego ciało zidentyfikowano podczas ekshumacji prowadzonych przez Niemców pod numerem 988 (przy zwłokach zostały odnalezione legitymacja urzędnika państwowego, karta rybołówcza, trzy wizytówki, kalendarzyk kieszonkowy, trzy pocztówki, odcinek pocztowy, dwie książeczki oszczędnościowe PKO, scyzoryk). Przy zwłokach został odnaleziony dziennik prowadzony przez niego, którego zapisy rozpoczynają się 8 września 1939, a kończą 9 kwietnia 1940.

Jego żoną była Wiktoria z domu Sawicka, z którą miał córkę Hannę.
5 października 2007 roku minister obrony narodowej Aleksander Szczygło – decyzją nr 439/MON – mianował go pośmiertnie na stopień podpułkownika. Awans został ogłoszony 9 listopada 2007 roku w Warszawie, w trakcie uroczystości „Katyń Pamiętamy – Uczcijmy Pamięć Bohaterów”.

## Upamiętnienie
- Dziennik Stefana Pieńkowskiego został opublikowany w ramach książki pt. Pamiętniki znalezione w Katyniu, którą wydał Janusz Zawodny w 1989[10].
- W ramach akcji „Katyń... pamiętamy” / „Katyń... Ocalić od zapomnienia”, w Krakowie został zasadzony Dąb Pamięci honorujący Stefana Pieńkowskiego[18].
- Stefanowi Pieńkowskiemu został poświęcony jeden z odcinków filmowego cyklu dokumentalnego pt. Epitafia katyńskie (2010)[18].

## Wybrane prace
- Analiza zaburzeń ruchowych przy nagminnem śpiączkowem zapaleniu mózgu Encephalitis epidemica lethargica. Kasa im. Mianowskiego, 1925
- Jamistość rdzenia u dwóch braci bliźniaków : przyczynek kliniczny do patogenezy jamistości rdzenia W: Pamiętnik ku uczczeniu ś. p. prof. dr. med. Antoniego Mikulskiego. Łódź, 1925
- Sześć przypadków guzów mózgu. Neurologja Polska 2, 1927
- Semiologja ręki w schorzeniach pozapiramidowych. Lekarz Wojskowy, 1929
- Patogeneza powstawania objawów histerycznych (w szczególności cielesnych) w psychonerwicach „wojennych” w świetle biologji, 1931
- Dusza i jej siedlisko w świetle badań neurologicznych lat ostatnich, 1931
- Uwagi ogólne biologiczno-lekarskie w sprawie nowego projektu Ustawy Eugenicznej. Polska Gazeta Lekarska 4, 1936
- Dziedziczność i środowisko ze stanowiska lekarskiego. Chowanna 7, 1936
- Urazy czaszki, mózgu i opon mózgowych z punktu widzenia neurologji i psychjatrji. Polski Przegląd Chirurgiczny 16 (3), 1937
- Organizacja nauczania w Polsce medycyny społecznej w ogóle, ze szczególnym uwzględnieniem nauczania medycyny społeczno-ubezpieczeniowej , 1937

## Ordery i odznaczenia
- Krzyż Komandorski Orderu Odrodzenia Polski (19 marca 1937)[19]
- Krzyż Kawalerski Orderu Odrodzenia Polski
- Złoty Krzyż Zasługi (dwukrotnie: po raz pierwszy 18 marca 1932[20], po raz drugi 10 listopada 1938[21])